# Prvenstvo LjNP 1922-1923
Il Prvenstvo Ljubljanske nogometne podzveze 1922./23. (it. "Campionato della sottofederazione calcistica di Lubiana 1922-23") fu la quarta edizione del campionato organizzato dalla Ljubljanska nogometna podzveza (LjNP).
A questa edizione parteciparono 11 squadre, divise in tre gruppi, che qualificarono le tre finaliste che si contesero il titolo. Il vincitore fu ancora l'Ilirija, al suo quinto titolo consecutivo nella LjNP (nell'edizione 1920-21 ne sono stati assegnati due).
Con questa vittoria l'Ilirija conquistò l'accesso al Državno prvenstvo 1923, la prima edizione del campionato nazionale jugoslavo.

## Gruppo Lubiana

### Classifica prima classe
|  | Pos. | Squadra               | Pt | G | V | N | P | GF | GS | QR    |                              |
|  | ---- | --------------------- | -- | - | - | - | - | -- | -- | ----- | ---------------------------- |
|  | 1.   | Ilirija               | 6  | 4 | 3 | 0 | 1 | 14 | 5  | 2,800 | Ammesso alla fase finale     |
|  | 2.   | Hermes Lubiana        | 3  | 4 | 1 | 1 | 2 | 7  | 9  | 0,777 |                              |
|  | 3.   | Primorje Lubiana (–2) | 1  | 4 | 1 | 1 | 2 | 5  | 12 | 0,416 | Retrocesso in seconda classe |

### Risultati prima classe
Andata:
17.09.1922. Ilirija – Hermes 4–2
24.09.1922. Hermes – Primorje 3–3
05.11.1922. Ilirija – Primorje 8–1
Ritorno:
29.04.1923. Ilirija – Hermes 2–1
13.05.1923. Hermes – Primorje 1–0
27.05.1923. Primorje – Ilirija 1–0

### Classifica seconda classe
|  | Pos. | Squadra        | Pt | G  | V  | N | P  | GF | GS | QR    |                          |
|  | ---- | -------------- | -- | -- | -- | - | -- | -- | -- | ----- | ------------------------ |
|  | 1.   | Jadran Lubiana | 23 | 12 | 11 | 1 | 0  | 54 | 6  | 9,000 | Promosso in prima classe |
|  | 2.   | Slovan Lubiana | 19 | 12 | 9  | 1 | 2  | 41 | 12 | 3,416 |                          |
|  | 3.   | LASK Lubiana   | 17 | 12 | 8  | 1 | 3  | 25 | 21 | 1,190 |                          |
|  | 4.   | Svoboda        | 8  | 12 | 4  | 0 | 8  | 16 | 25 | 0,640 |                          |
|  | 5.   | Slavija Vevče  | 4  | 12 | 2  | 0 | 10 | 10 | 44 | 0,227 |                          |
|  |      | Svoboda Moste  | 6  | 11 | 2  | 2 | 7  | 11 | 29 | 0,379 |                          |
|  |      | Sparta Lubiana | 5  | 11 | 2  | 1 | 8  | 11 | 31 | 0,354 |                          |

### Risultati seconda classe
Andata:
27.08.1922. Svoboda (M) – Svoboda (Lj) 2–1
03.09.1922. Slovan – Slavija 7–2. Sparta – Svoboda (Lj) 1–0
08.09.1922. Jadran – Sparta 7–0, LASK – Svoboda (Lj) 4–2, Svoboda (M) – Slavija 5–0
10.09.1922. Slovan – LASK 3–1
17.09.1922. LASK – Slavija 3–1, Slovan – Svoboda (M) 4–1
24.09.1922. Sparta – Slavija 7–1, LASK – Svoboda (M) 0–0
01.10.1922. Jadran – LASK 9–1, Svoboda (M) – Sparta 2–2, Svoboda (Lj) – Slavija 3–0 (per forfait)
08.10.1922. Jadran – Slovan 5–3, LASK – Sparta 3–1
15.10.1922. Jadran – Svoboda (M) 7–1, Slovan – Sparta 3–0 (per forfait)
22.10.1922. Slovan – Svoboda (Lj) 3–0, Jadran – Slavija 3–0
29.10.1922. Jadran – Svoboda (Lj) 5–0
Ritorno:
Svoboda Moste e Sparta Lubiana si sono ritirate durante la pausa invernale. Le loro gare nel girone di ritorno sono state dichiarate sconfitte per forfait.
25.03.1923. Slovan – Slavija 5–0, Jadran – LASK 3–0
22.04.1923. Jadran – Slavija 5–0. Slovan – Svoboda (Lj) 5–0
29.04.1923. LASK – Slovan 2–1
06.05.1923. Jadran – Svoboda (Lj) 3–0
10.05.1923. Jadran – Slovan 1–1, LASK – Svoboda (Lj) 2–1
13.05.1923. LASK – Slavija 3–0 (per forfait)
17.06.1923. Svoboda (Lj) – Slavija 3–0

## Gruppo Celje

### Classifica
|  | Pos. | Squadra        | Pt | G | V | N | P | GF | GS | QR     |                          |
|  | ---- | -------------- | -- | - | - | - | - | -- | -- | ------ | ------------------------ |
|  | 1.   | Athletik Celje | 8  | 4 | 4 | 0 | 0 | 33 | 2  | 16,500 | Ammesso alla fase finale |
|  | 2.   | Celje          | 4  | 4 | 2 | 0 | 2 | 10 | 16 | 0,625  |                          |
|  | 3.   | Svoboda Celje  | 0  | 4 | 0 | 0 | 4 | 2  | 27 | 0,074  |                          |

### Risultati
Andata:
08.10.1922. Athletik – Celje 5–0
15.10.1922. Athletik – Svoboda 16–0
12.11.1922. Celje – Svoboda 5–2
Ritorno:
La Svoboda si è ritirato durante la pausa invernale, alle restanti gare le è stata assegnata la sconfitta a tavolino.
06.05.1923. Athletik – Celje 9–2

## Gruppo Maribor

### Classifica
|  | Pos. | Squadra         | Pt | G | V | N | P | GF | GS | QR    |                          |
|  | ---- | --------------- | -- | - | - | - | - | -- | -- | ----- | ------------------------ |
|  | 1.   | 1.SŠK Maribor   | 12 | 8 | 5 | 2 | 1 | 29 | 8  | 3,625 | Ammesso alla fase finale |
|  | 2.   | Rapid Marburg   | 12 | 8 | 5 | 2 | 1 | 23 | 9  | 2,555 |                          |
|  | 3.   | Svoboda Maribor | 9  | 8 | 4 | 1 | 3 | 17 | 14 | 1,214 |                          |
|  | 4.   | MAK             | 5  | 8 | 2 | 1 | 5 | 9  | 19 | 0,473 |                          |
|  | 5.   | Ptuj            | 2  | 8 | 1 | 0 | 7 | 5  | 33 | 0,151 |                          |

### Risultati
Andata:
10.09.1922. MAK – Svoboda 2–2
17.09.1922. Maribor – Rapid 4–4
24.09.1922. Rapid – Svoboda 2–1
01.10.1922. Maribor – Svoboda 4–1
08.10.1922. Maribor – MAK 5–1
15.10.1922. MAK – Rapid 3–0
Lo SK Ptuj si è aggregato più tardi, perdendo tutte le partite nella parte autunnale per forfait:
MAK – Ptuj 3–0, Maribor – Ptuj 3–0, Rapid – Ptuj 3–0, Svoboda – Ptuj 3–0
Ritorno:
Il MAK si è ritirato dalla competizione nella parte primaverile, tutte le sue gare rimanenti sono state dichiarate sconfitte per forfait.
22.04.1923. Ptuj – Svoboda 2–4
29.04.1923. Maribor – Rapid 0–0
06.05.1923. Maribor – Ptuj 10–0
10.05.1923. Rapid – Ptuj 7–0, Svoboda – Maribor 2–0
13.05.1923. Rapid – Svoboda 4–1

## Fase finale
| Data              | Partita                        | Ris. |
| ----------------- | ------------------------------ | ---- |
| SEMIFINALI        |                                |      |
| 27.05.1923        | 1.SŠK Maribor – Athletik Celje | 2–1  |
| Ilirija esentato  |                                |      |
| FINALE            |                                |      |
| 10.06.1923        | Ilirija – 1.SŠK Maribor        | 6–1  |
| Fonte: exyufudbal |                                |      |